# Daggett Creek (Little Pine Lake)
Der Daggett Creek (auch Daggett Brook) ist ein kurzer Bach im Crow Wing County, US-Bundesstaat Minnesota. Sein Einzugsgebiet ist 380 km² groß und umfasst auch Teile des Cass County.

## Verlauf
Der Daggett Creek entspringt dem 1,4 km² großen Eagle Lake auf 382 m Seehöhe. Er fließt in südliche Richtung auf dem Gebiet der Gemeinden (Cities) Fifty Lakes und Crosslake und mündet schon nach knapp sieben Kilometern in den Little Pine Lake. Weitere kurze Fließstrecken, die den Little Pine Lake mit Daggett Lake und Cross Lake verbanden, sind seit dem Bau eines Staudammes am Pine River überflutet.
Einziger Zufluss zum Daggett Creek ist der Fox Creek.

## Name
Im Crow Wing County gibt es drei Wasserläufe namens Daggett Creek bzw. Brook. Alle drei sind nach dem Holzfäller Benjamin F. Daggett (1821–1901) benannt, der ab 1855 in Minnesota tätig war. Der Daggett Creek selbst wird auch als Brook bezeichnet, ein Daggett Brook speist den See aus dem der Creek entspringt. Im USGS GNIS gibt es jedoch zu beiden Gewässern getrennte Einträge unter verschiedenen Gewässerkennzahlen.